# Kerstin Garefrekes
Kerstin Garefrekes (ur. 4 września 1979 w Ibbenbüren w Nadrenii Północnej-Westfalii) – niemiecka piłkarka, zawodniczka 1. FFC Frankfurt i reprezentacji Niemiec.
Mistrzyni świata z 2003 i z 2007, mistrzyni Europy z 2005, brązowa medalistka Letnich Igrzysk Olimpijskich 2004 w Atenach, brązowa medalistka Letnich Igrzysk Olimpijskich 2008 w Pekinie.